# Psoralea plumosa
Psoralea plumosa är en ärtväxtart som beskrevs av Ferdinand von Mueller. Psoralea plumosa ingår i släktet Psoralea och familjen ärtväxter. Inga underarter finns listade i Catalogue of Life.